# Ромашина, Михаил Александрович
Михаил Александрович Ромаши́на (26 ноября 1930, Суздальская, Горячеключевский район, Северо-Кавказский край — 18 декабря 2023) — передовик советского сельского хозяйства, звеньевой совхоза «Тимашёвский» Тимашёвского района Краснодарского края, Герой Социалистического Труда (1966).

## Биография
Родился в 1930 году в станице Суздальская Северо-Кавказского края в крестьянской русской многодетной семье. В 1941 году окончил 4 класса сельской школы>. С 1942 по 1943 годы пережил немецкую оккупацию. После освобождения, в 1943 году, стал работать в совхозе «Победа». Был пастухом, ездовым, прицепщиком на тракторе.
С 1950 по 1953 год служил в Советской армии. В 1954 году окончил курсы трактористов в совхозе «Красносельский». С 1959 года работал звеньевым в откормочном цехе свиносовхоза «Индустриальный», затем трудился в совхозе «Тимашёвский». Показывал высокие производственные результаты в работе.
Указом Президиума Верховного Совета СССР от 22 марта 1966 года за достижение высоких показателей в производстве продукции сельского хозяйства и высокие показатели в свиноводстве Михаилу Александровичу Ромашина было присвоено звание Героя Социалистического Труда с вручением ордена Ленина и медали «Серп и Молот».
С января 1975 года трудился на Тимашёвском свинокомплексе, в 1990 году вышел на пенсию, но продолжил работать дезинфектором в совхозе «Индустриальный».
Избирался депутатом Краснодарского краевого совета депутатов, а также депутатом Тимашёвского районного совета депутатов.
Проживал в городе Тимашёвске. Активно занимался общественной деятельностью.
Скончался 18 декабря 2023 года.

## Награды
За трудовые успехи удостоен:
- золотая звезда «Серп и Молот» (22.03.1966)
- орден Ленина (22.03.1966)
- другие медали
- Государственная премия СССР (1980)
- Заслуженный работник сельского хозяйства Кубани
- Почётный гражданин Тимашёвска (17.12.1986)